# 左右識別困難

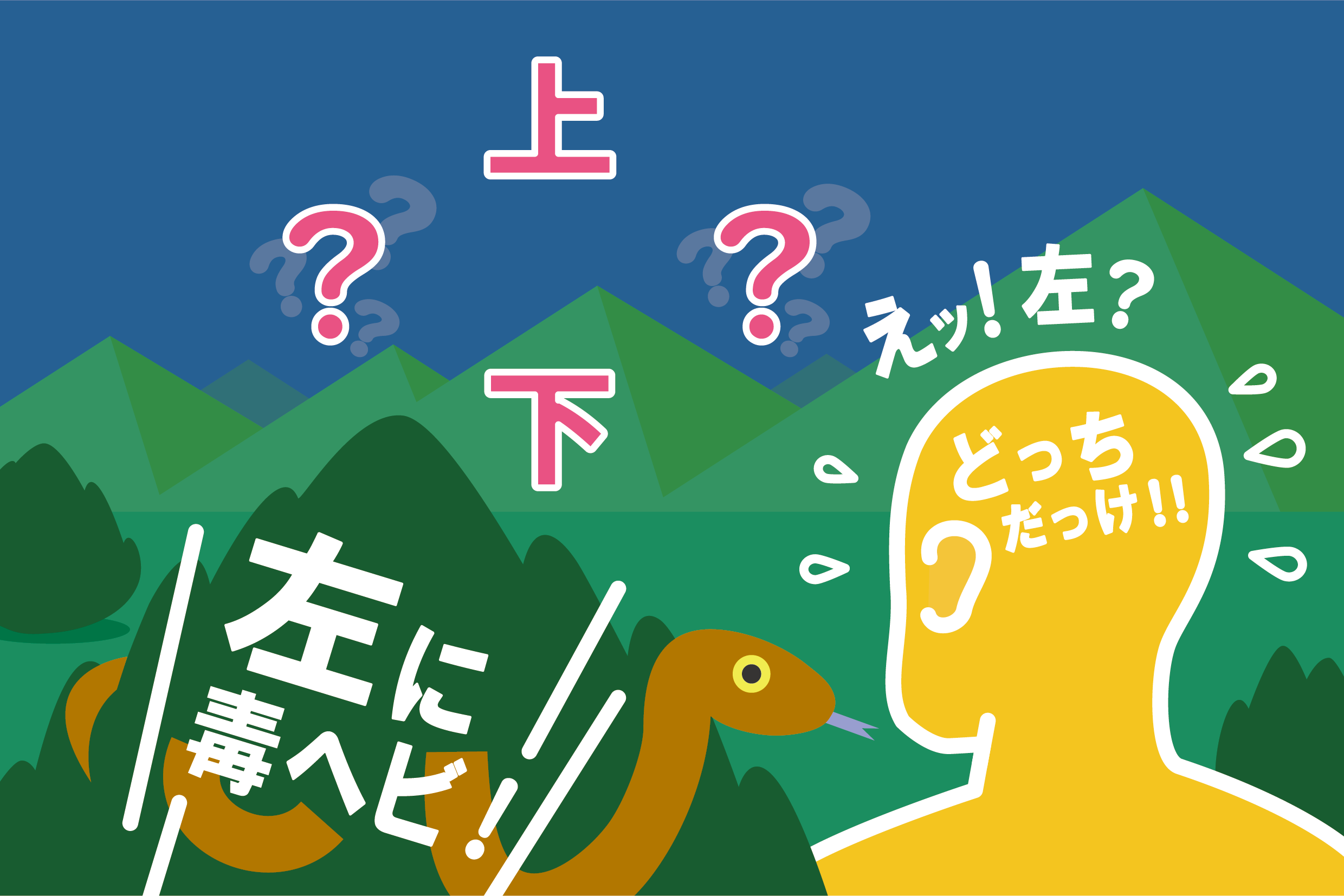
左右識別困難のイメージ

左右識別困難（さゆうしきべつこんなん、英: left-right confusion）とは、左右の判断や指示が咄嗟には判断できないこと。左右失認（さゆうしつにん）とも呼ばれる。また、俗に左右盲（さゆうもう）とも呼ばれる。病気ではないため、科学的な研究対象とはなりにくく原因も解明されていない。
この左右識別能力は、生得的なものではなく、ヒトの発達過程において比較的後期に生じてくるものである。上下の識別困難を訴える人はほとんどいない。
2020年に行われた大規模調査では、約15%が左右識別困難者であることが示された。また性差があり、女性の方が多いことが複数の研究から報告されている。また、左利き者の方が多いことも報告されており、右利きには女性の方が多いという性差があるが、左利きにはなかった。日本では仁愛大学の杉島一郎らによりADHD傾向と密接な関連があるとの報告もある。
なお、脳の特定の場所に病変が存在することによって起こるゲルストマン症候群の徴候の一つとして左右識別困難が表れることがある。